# 1916 en sport automobile
Chronologie du Sport automobile
1915 en sport automobile - 1916 en sport automobile - 1917 en sport automobile
Les faits marquants de l'année 1916 en Sport automobile

## Par mois

### Mai
- 30 mai : 300 miles d'Indianapolis.

### Novembre
- 16 novembre : Coupe Vanderbilt.
- 18 novembre : Grand Prix automobile des États-Unis.

## Naissances
- 8 février : Hans-Hugo Hartmann, pilote automobile allemand. († février 1991).
- 21 mars : Ken Wharton, pilote anglais de course automobile († 12 janvier 1957).
- 23 juin : Leslie Thorne, pilote automobile écossais. († 9 juillet 1955).
- 22 juillet : Gino Bianco, pilote automobile brésilien, d'origine italienne,  († 8 mai 1984).

## Décès
- 8 avril : Bob Burman, pilote automobile américain, sur pistes en bois et en briques. (° 23 avril 1884).
- 19 mai : Georges Boillot, pilote automobile et pilote d'avion français. (° 3 août 1884).